# Konso (peuple)
Pour les articles homonymes, voir Konso.
Les Konsos sont des habitants du sud-ouest de l'Éthiopie, dans la Région des nations, nationalités et peuples du Sud, au sud du lac Abaya et à environ 90 km au sud d'Arba Minch. Ils vivent notamment à Konso, localité éponyme.

## Ethnonymie
Selon les sources et le contexte, on observe différentes formes : Af-Kareti, Conso, Gato, Karate, Kareti, Komso, Konsinya, Konsos.

## Histoire
Selon l'anthropologue Christopher Robert Hallpike, les traditions des Konso indiquent qu'il s'agit d'un peuple composite, à la fois physiquement et culturellement, dont les membres sont originaires de toutes les régions environnantes .

## Population
Les Konso résident principalement dans la Région des nations, nationalités et peuples du Sud en Éthiopie, au sud du lac Chamo, dans la courbe de la rivière Sagan. Beaucoup sont concentrés dans le woreda de Konso. Leur territoire est adjacent aux communautés Sidama et Oromo.
Les Konso vivent généralement dans les grandes villes, chacune gouvernée par un conseil des anciens. Quelques-uns peuvent également être trouvés dans des parties du nord du Kenya.
Lors du recensement de 2007 effectué dans le pays portant sur une population totale de 73 750 932 personnes, 250 535 se sont déclarées « Konso ».

## Langue
Les Konso parlent une langue couchitique, le konso (également appelée affa xonso), dont le nombre de locuteurs a été estimé à 195 000 en 2005. Outre leur langue maternelle, ils utilisent également l'amharique.
Le konso partage une similarité lexicale étroite avec le dirasha et est aujourd'hui transcrit en utilisant le script éthiopien. Il comprend quatre dialectes : le kholme, le duuro, le fasha et le karatti.

## Pratique funéraire
Les Konso du sud du lac Chamo dressent sur la tombe d'un homme défunt une statue en bois le représentant. Le personnage est figuré avec un sexe proéminent, qu'il tient le plus souvent d'une main, et il porte un collier à plusieurs rangs formant plastron. Un second phallus est représenté sur son front. D'autres statues en bois, plus petites, peuvent éventuellement être placées de part et d'autre de cette figuration : elles représentent les hommes et les animaux (singe, lion, crocodile, léopard, buffle, serpent) qu'il a tués au cours de son existence.

## Ethnogénèse
Les progrès récents des analyses génétiques ont permis de mieux comprendre l’ethnogenèse du peuple konso. 
L'ADN autosomal des Konso a été examiné dans le cadre d'une étude approfondie réalisée par Tishkoff et al. (2009) sur les affiliations génétiques de diverses populations en Afrique. Selon ces chercheurs, le konso a montré d'importantes affinités afro-asiatiques. Ils ont également partagé des liens avec des locuteurs voisins nilo-sahariens et bantous de la région des Grands Lacs, en raison d'échanges génétiques considérables avec ces communautés au cours des 5 000 dernières années environ.

## Le paysage culturel du pays konso
Le paysage culturel du pays konso est classé par l'UNESCO sur la liste du patrimoine mondial de l'humanité depuis 2011,. D'une superficie de 55 km2, il est caractérisé par de vastes terrasses en pierre et des fortifications destinées à combattre l'érosion des sols dans une région de hauts plateaux arides au relief accidenté. Les communautés konso ont préservé ce paysage au fil des générations, depuis plus de 400 ans.

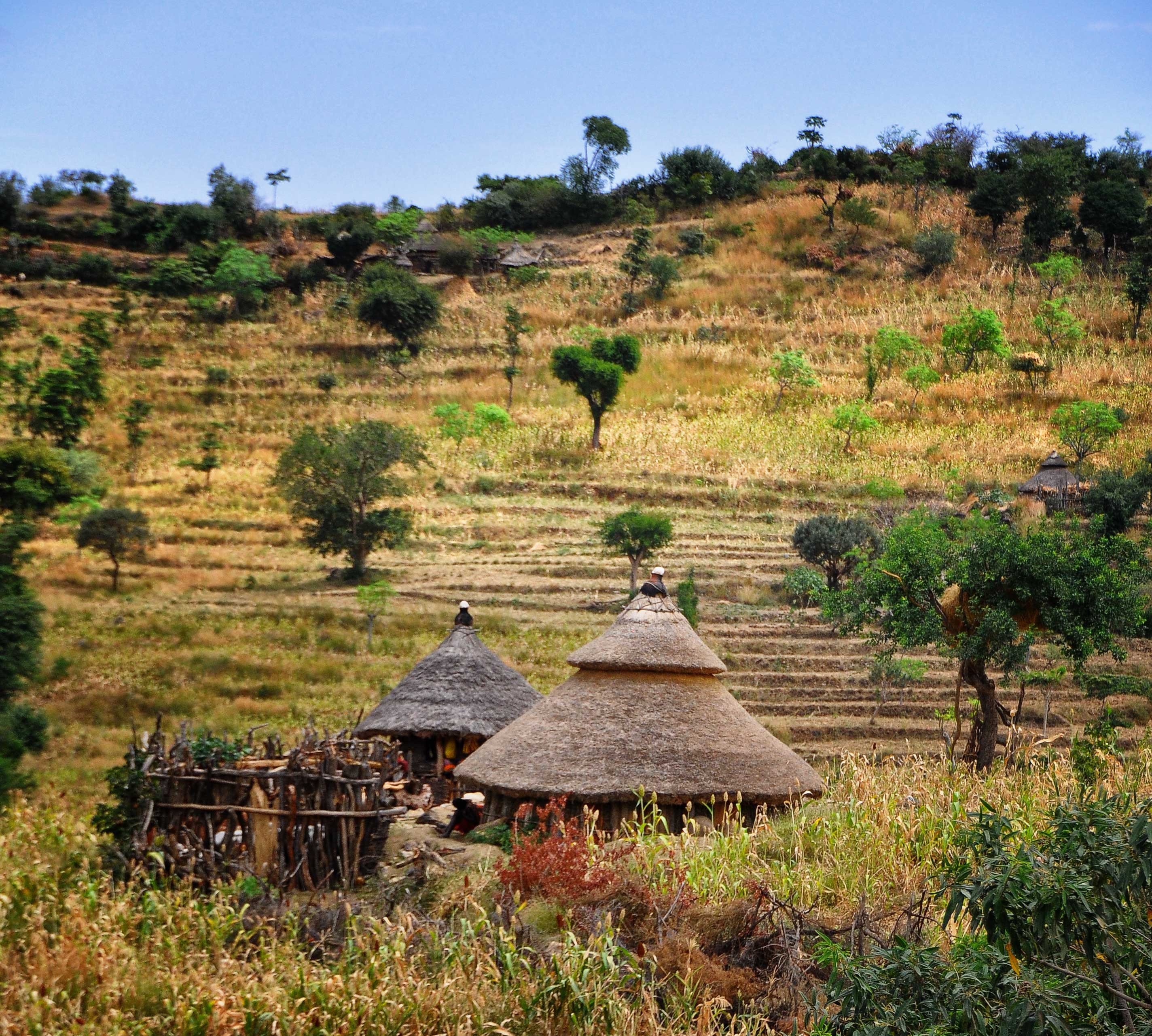
Terrasses du pays konso
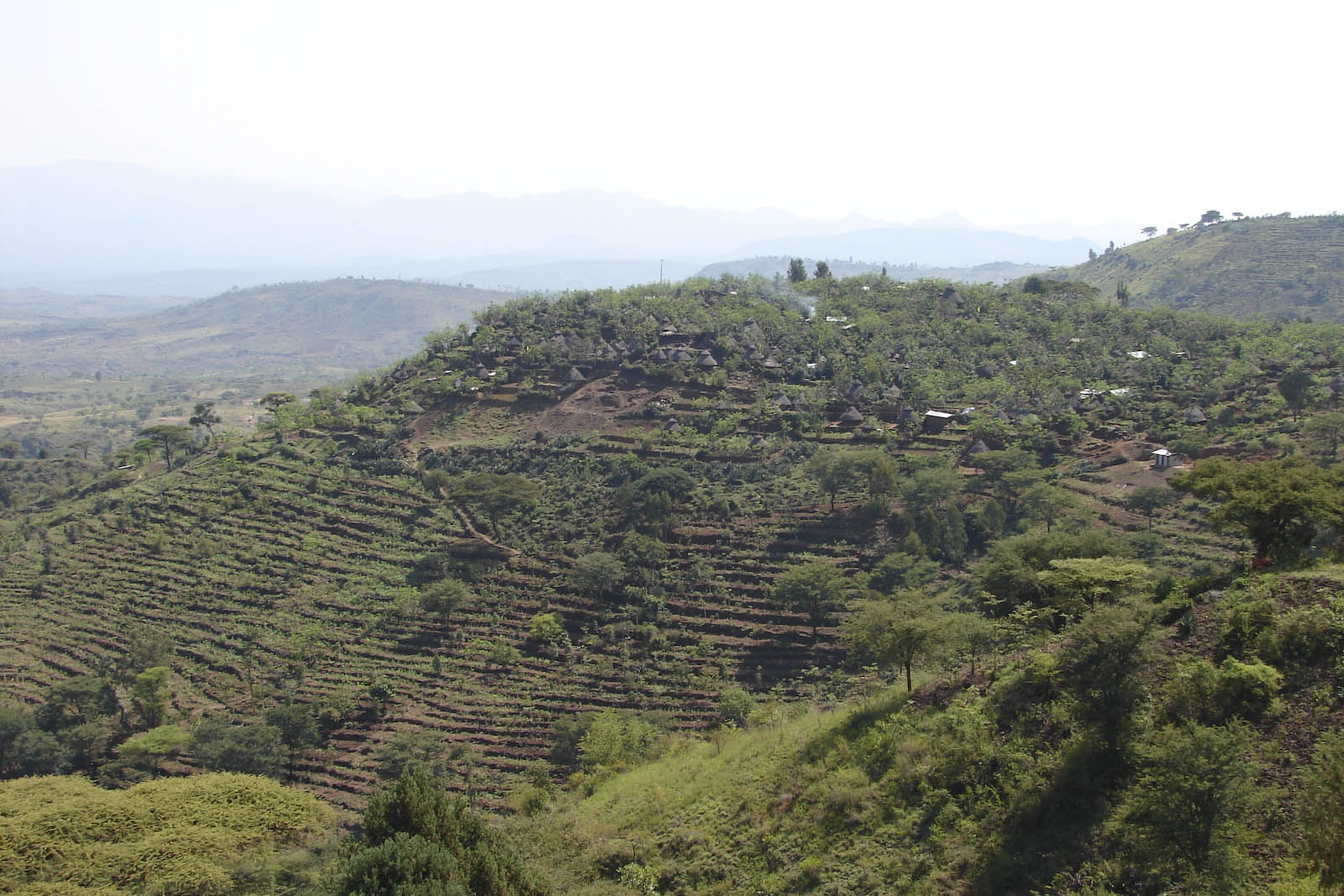
Cultures en terrasses caractéristiques
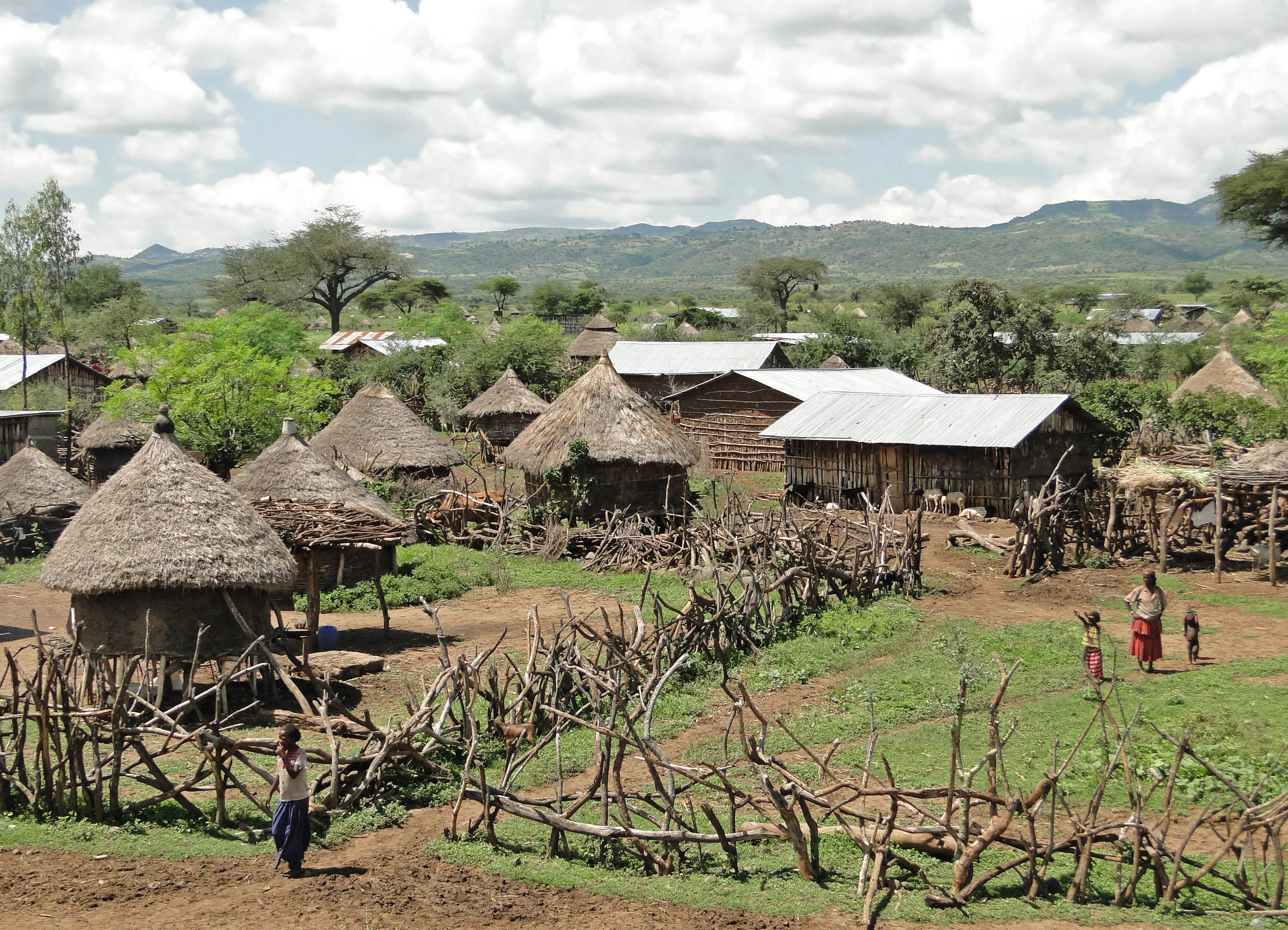
Village konso
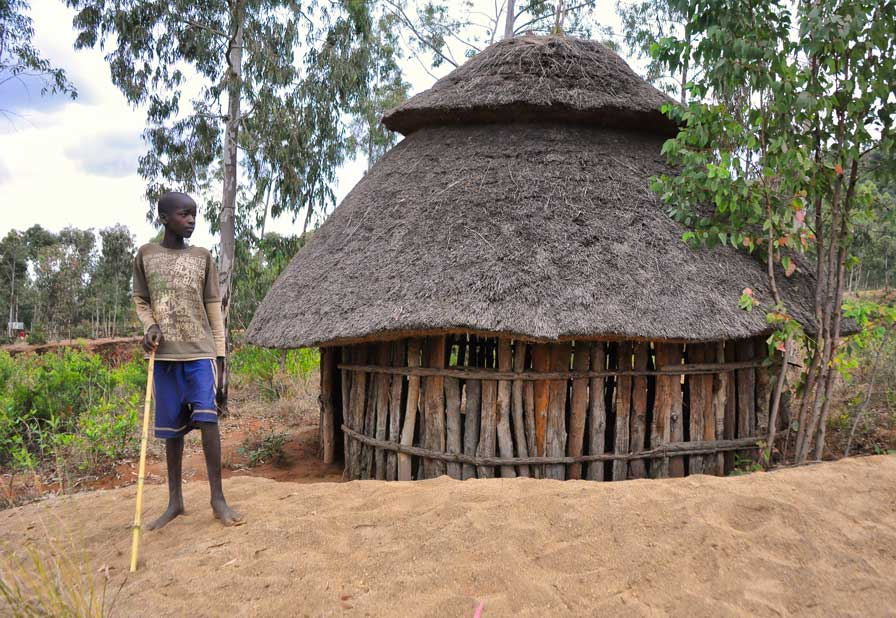
Habitation